# Haemaphysalis verticalis
Haemaphysalis verticalis este o specie de căpușe din genul Haemaphysalis, familia Ixodidae, descrisă de Itagaki, Noda și Yamaguchi în anul 1944. Conform Catalogue of Life specia Haemaphysalis verticalis nu are subspecii cunoscute.